# Gonthier-Frédéric-Charles II de Schwarzbourg-Sondershausen
Titre
Prince de Schwarzbourg-Sondershausen
19 août 1835 – 17 juillet 1880
(44 ans, 10 mois et 28 jours)
Gonthier-Frédéric-Charles II est un prince de la maison de Schwarzbourg né le 24 septembre 1801 à Sondershausen et mort le 15 septembre 1889 dans cette même ville. Il règne sur la principauté de Schwarzbourg-Sondershausen de 1835 à 1880.

## Biographie
Gonthier-Frédéric-Charles II est le deuxième enfant et le seul fils du prince Gonthier-Frédéric-Charles Ier de Schwarzbourg-Sondershausen et de son épouse Caroline de Schwarzbourg-Rudolstadt. Il succède à son père à la tête de la principauté de Schwarzbourg-Sondershausen deux ans avant sa mort, le 19 août 1835.
Durant le règne de Gonthier-Frédéric-Charles II, la principauté rejoint le Zollverein (1835) et reçoit sa première constitution (1841). À la suite de la révolution de 1848, une nouvelle constitution, plus libérale, est adoptée en 1849, mais elle est abolie en 1857 et l'ancienne est rétablie. Lors de la guerre austro-prussienne, la principauté se range dans le camp de la Prusse, et elle fait partie des États fondateurs de l'Empire allemand en 1871. Économiquement, cette période voit le début de l'industrialisation du pays, qui reste cependant à la traîne par rapport au reste de la Thuringe.
Gonthier-Frédéric-Charles II abdique en faveur de son fils Charles-Gonthier le 17 juillet 1880. Il meurt neuf ans plus tard.

## Mariages et descendance
Le 12 mars 1827, Gonthier-Frédéric-Charles II épouse Caroline-Irène-Marie de Schwarzbourg-Rudolstadt (uk) (1809-1833), fille du prince Charles de Schwarzbourg-Rudolstadt (de). Ils ont quatre enfants :
- Gonthier Frédéric Charles Alexandre (1828-1833) ;
- Élisabeth Caroline Louise (1829-1893) ;
- Charles-Gonthier de Schwarzbourg-Sondershausen (1830-1909), prince de Schwarzbourg-Sondershausen ;
- Léopold (de) (1832-1906).

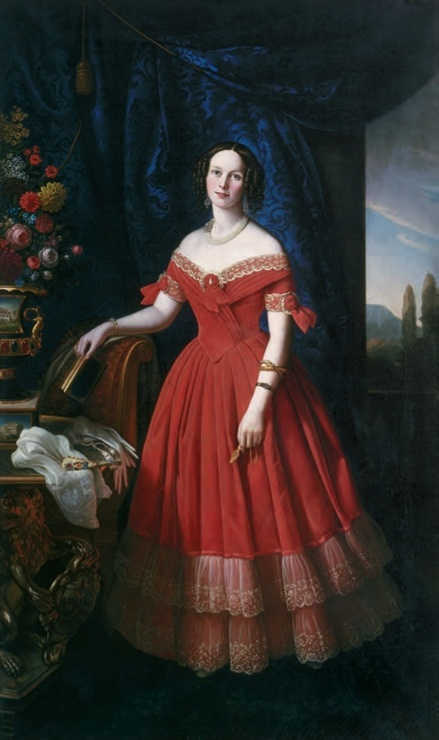
La princesse Mathilde

Veuf, Gonthier-Frédéric-Charles II se remarie le 29 mai 1835 avec Mathilde de Hohenlohe-Örhingen (1814-1888), fille de prince Auguste de Hohenlohe-Öhringen et de la princesse née Louise de Wurtemberg. Ils ont deux enfants avant de divorcer en 1852 :
- Marie (1837-1921) ;
- Hugo (de) (1839-1871).